# Michael Redlin

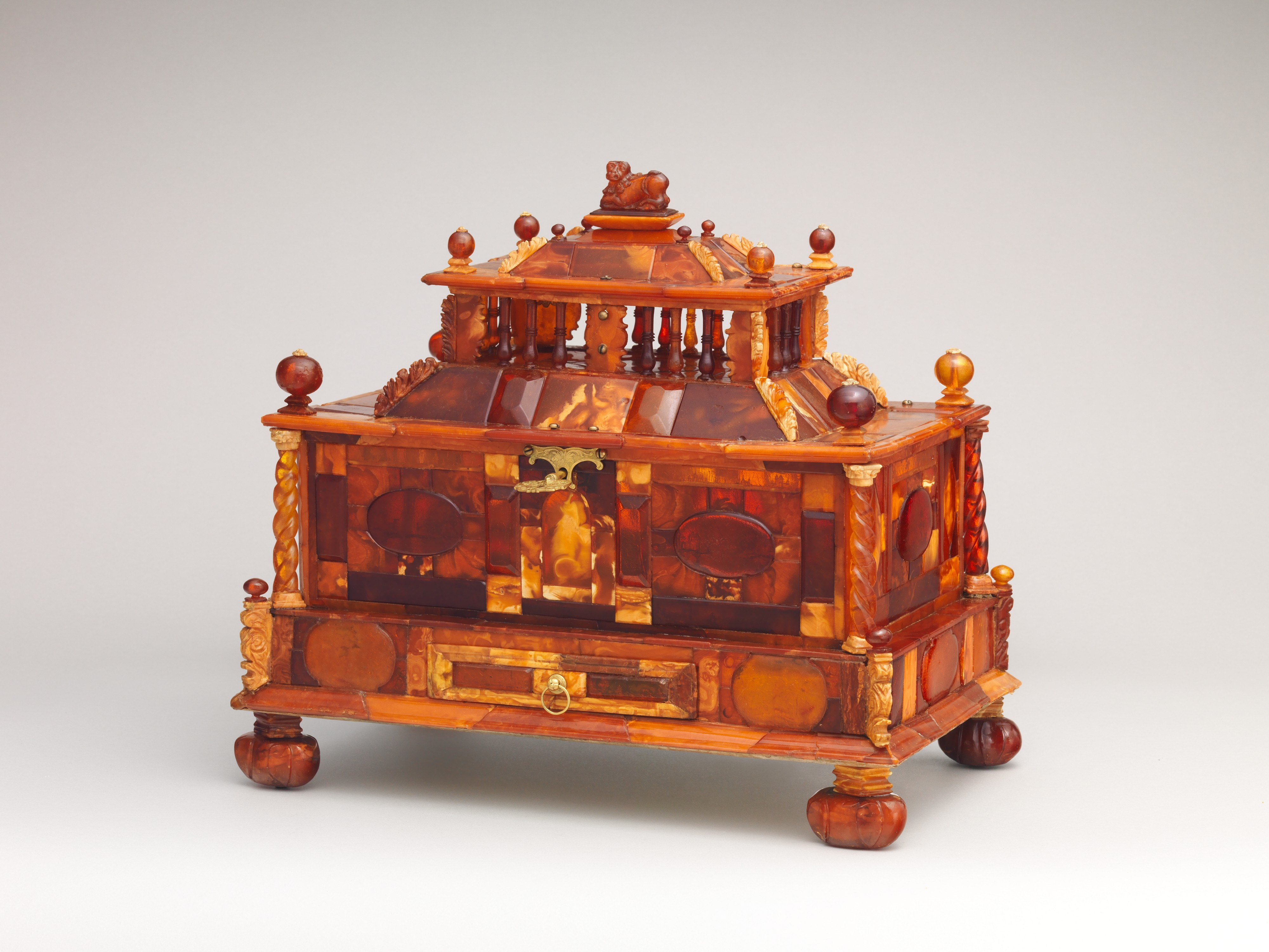
Szkatuła bursztynowa z ok. 1680 r. przypisywana Michaelowi Redlinowi, Metropolitan Museum of Art.

Michael Redlin, Michel Redlin – mistrz gdańskiego cechu bursztynników, aktywny w Gdańsku w latach 1669–1688.
Uważany za jednego z najsłynniejszych bursztynników swoich czasów. Nie są znane sygnowane dzieła Redlina, ale na podstawie zachowanych roboczych szkiców tego artysty i porównawczej analizie stylistycznej zdołano przypisać mu albo jego uczniom zachowane do dziś dwie bursztynowe szkatuły wchodzące w skład wystroju bursztynowej komnaty oraz szkatułę z tegoż surowca z kolekcji Metropolitan Museum, a także przechowywane w Muzeum Historii Sztuki w Wiedniu bursztynowe: ołtarzyk z II poł. XVII w. i skrzynię z okresu 1680-1690 oraz cztery bursztynowe szkatuły w kolekcji Grünes Gewölbe. W zbiorach Muzeum Zamkowego w Malborku są wytworzone w warsztacie Redlina bursztynowe relikwiarz i szkatuła. Ponadto z zachowanych rachunków wiadomo, że był autorem wyrobów bursztynowych: szachów, kabinetu i żyrandola o 12 ramionach podarowanych carowi Piotrowi I Wielkiemu przez elektora pruskiego Fryderyka III w 1688 r.
Michael Redlin jest autorem zakupionych w 2020 r. przez Muzeum Gdańska kompletu bursztynowych szachów z ok. 1690 r. (w cenie ok. 2,4 mln zł). Eksponat jest prezentowany w Muzeum Bursztynu w Wielkim Młynie.